# Khūshīnān
Khūshīnān (persiska: خوشينان) är en ort i Iran.   Den ligger i provinsen Kurdistan, i den nordvästra delen av landet, 400 km väster om huvudstaden Teheran. Khūshīnān ligger 1 833 meter över havet och antalet invånare är 123.
Terrängen runt Khūshīnān är kuperad. Runt Khūshīnān är det ganska glesbefolkat, med 50 invånare per kvadratkilometer. Närmaste större samhälle är Şāḩeb, 16,9 km nordväst om Khūshīnān. Trakten runt Khūshīnān består i huvudsak av gräsmarker.